# Шура и Просвирняк
«Шура и Просвирняк» — советский художественный фильм 1987 года режиссёра Николая Досталя, снятый на киностудии «Мосфильм».

## Сюжет
Осень 1952 года. Телефонистка Шура работает в одном из министерств. За прямоту и бескорыстие начальство её не ценит, зато уважают коллеги.
Однажды в коллективе появляется хромающий новичок со странной фамилией Просвирняк. Он не нравится Шуре, а другие не воспринимают его всерьёз. Впрочем, вскоре Просвирняк становится завсегдатаем кабинета начальника. Появляются один за другим доносы — и Шуру, не подписавшую очередной донос, увольняют…

## В ролях
- Татьяна Рассказова — Шура Латникова, телефонистка
- Александр Феклистов — Виктор Просвирняк
- Константин Степанов — Ваня Зяблик, телефонный мастер
- Валерий Носик — Леонид Степанович Пошенкон, начальник телефонной станции
- Галина Стаханова — Римма Павловна, старшая телефонистка
- Лариса Шинова — Нина, телефонистка
- Наталья Тимонина — Люся (Неваляшка), телефонистка
- Марина Москаленко — Саша (Капитанша), телефонистка
- Наталья Смольянинова — Зоя (Кармен)
- Юрий Васильев — Артамонов, начальник главка министерства (озвучил Сергей Малышевский)
- Константин Желдин — Дмитрий Иванович, сотрудник министерства
- Елена Королёва — секретарь
- Валентин Печников — телефонный мастер
- Расми Джабраилов — Ашот, гость на праздновании 7 ноября
- Михаил Зонненштраль — капитан
- Александр Берда — гость на праздновании 7 ноября
- Михаил Зимин — Алексей Егорович Петров, министр
- Алексей Маслов — сотрудник органов госбезопасности
- Юрий Горин — сотрудник министерства